# Kosarek Yale jezik
Kosarek Yale jezik (ISO 639-3: kkl; ostali nazivi: In-lom, Kosarek, Wanam, Yale-Kosarek), transnovogvinejski jezik s Nove Gvineje u Indoneziji. Ima nekoliko dijalekata, kosarek [kkl-kos], gilika (kilika) [kkl-gil] i tiple [kkl-tip].
Podklasificiran je istočnoj podskupini skupine mek; etnička i govornička populacija iznosi 2 300 (1993 R. Doriot). naziv In-lom označava samo jednu polovicu ove skupine.

## Vanjske poveznice
- Ethnologue (14th)
- Ethnologue (15th)
- The Yale, Kosarek Language